# Christophe Didier
Christophe Didier (Bour, 4 februari 1915 – Straatsburg, 24 juli 1978) was een Luxemburgs wielrenner. 

## Belangrijkste overwinningen
1940
- 4e etappe Ronde van Catalonië
- Eindklassement Ronde van Catalonië

1941
- Eindklassement Ronde van Luxemburg

1942
- Omloop van Luxemburg
- 2e etappe Ronde van Westmark

## Resultaten in voornaamste wedstrijden
| Jaar | Ronde van Italië | Ronde van Frankrijk | Ronde van Spanje |
| ---- | ---------------- | ------------------- | ---------------- |
| 1938 |                  | opgave              |                  |
| 1939 |                  | 18e                 |                  |
| 1940 | opgave           |                     |                  |